# Association sportive des FAR (féminines)
Pour les articles homonymes, voir Association sportive des FAR.
Maillots
Actualités
La section féminine de l'Association sportive des Forces armées royales (AS FAR) est un club de football féminin marocain évoluant en Championnat marocain de première division.

## Histoire
L'association sportive des FAR féminine est promue en première division en 2009. L'équipe remporte son premier titre dans l'élite lors de la saison 2012/2013, en battant en finale le Wydad Athletic Club sur le score de 2 buts à 0.
Elle est depuis sacrée plusieurs fois à l'exception de la saison 2014/2015 ou le club finit dauphin de Laâyoune.
Lors de la saison 2019-2020, marquée par la pandémie de Covid-19, le club remporte l'intégralité de ses matches pour décrocher son septième titre et se qualifie pour la première édition de la Ligue des champions de la CAF. Lors du tournoi zonal de l'UNAF, les Marocaines battent les Algériennes de l'Afak Relizane et les Tunisiennes de l'ASBH pour se qualifier pour la phase finale en Égypte, où le club décroche la médaille de bronze.
Après avoir terminé à la troisième place de la Ligue des champions en 2021, l'AS FAR fait mieux l'édition suivante en 2022 en remportant la compétition à domicile après s'être imposée en finale face au tenant du titre Mamelodi Sundowns sur le score de 4-0 avec un triplé d'Ibtissam Jraidi.
Le club remporte dix fois la Coupe du Trône, de l'édition 2013 à celle de 2021-2022.
L'AS FAR en 2022 devenir la première équipe africaine et marocaine qui a réussi à gagner le triplé.
L'AS FAR termine troisième de la Ligue des champions féminine de la CAF 2023, remportant le match pour la troisième place contre les Ghanéennes d'Ampem Darkoa par 2 buts à 0.
La saison suivante, les Militaires atteignent à nouveau la finale de la Ligue des champions mais s'inclinent 1-0 face au TP Mazembe.

## Palmarès du club
| Compétitions nationales | Compétitions internationales |
| - Championnat du Maroc (12): - Champion : 2013, 2014, 2016, 2017, 2018, 2019, 2020, 2021, 2022, 2023, 2024, 2025 - Vice-champion : 2015 - Coupe du Trône (12): - Vainqueur : 2013, 2014, 2015, 2016, 2017, 2018, 2019, 2020, 2021, 2022, 2023, 2024 | - Ligue des champions de la CAF (1) : - Vainqueur : 2022 - Finaliste : 2024 - Troisième : 2021, 2023 - Tournoi de l'UNAF (2) : - Vainqueur : 2021, 2024 |